# Poera Oeloewatoe

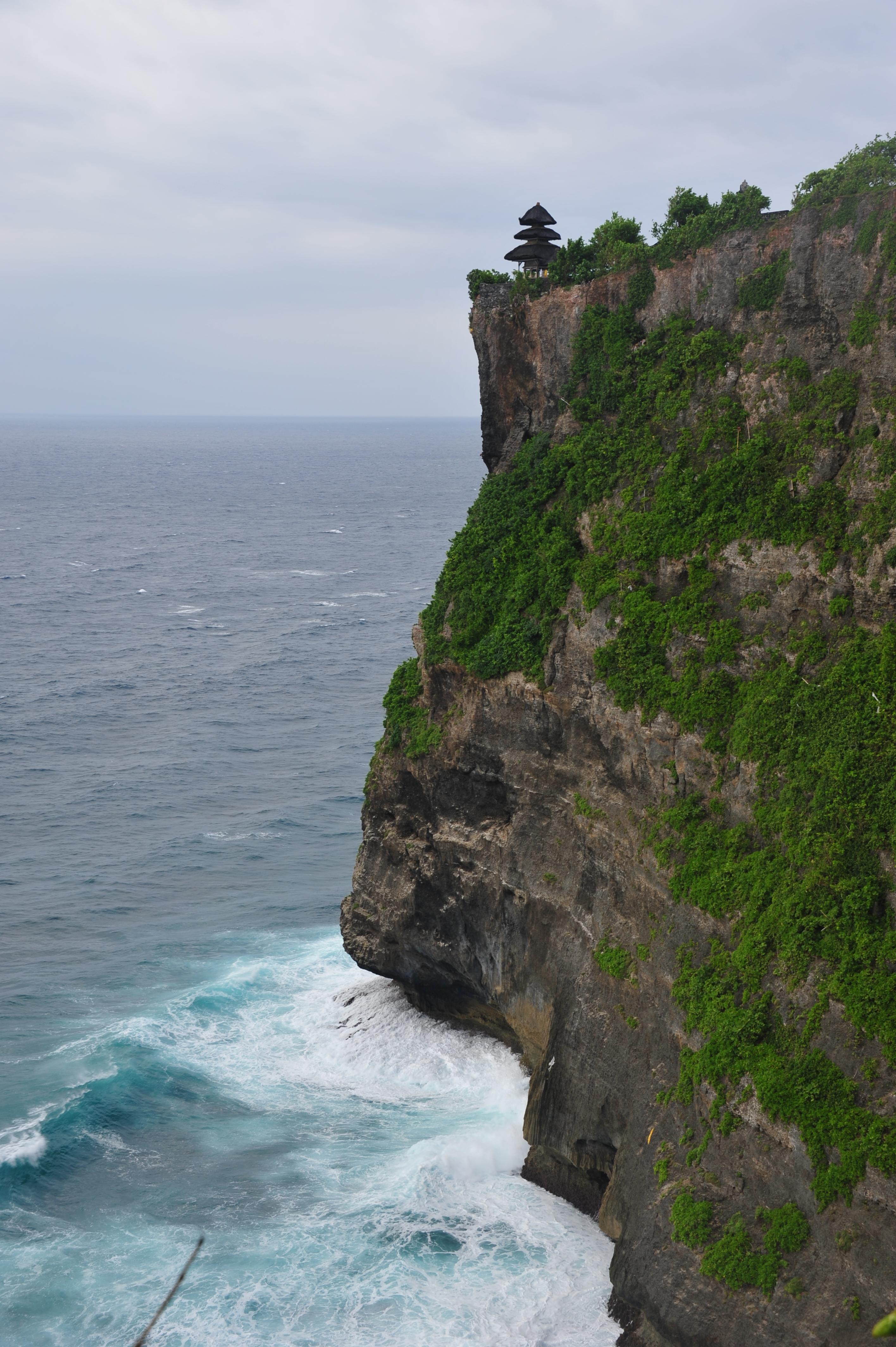
De tempel op de rotsen

Poera Oeloewatoe is een zeetempel op het schiereiland Tafelhoek van Bali in Indonesië.
Het heiligdom staat in het dorp Pecatu in het district Zuid Kuta van Badung van Bali. De tempel die in de 11e eeuw werd gebouwd, is een van de negen directionele tempels bedoeld om Bali te beschermen tegen boze geesten. Poere Oeloewatoe behoorde aan de vorst van Badoene, en het was eenieder ten strengste verboden er te komen. Slechts eenmaal per jaar was het geoorloofd de heilige plek te bezoeken. Dan trok de vorst erheen met groot gevolg, om er te offeren.